# Deckungsrückstellungsverordnung
Die Deckungsrückstellungsverordnung (DeckRV) ist eine Verordnung der Bundesrepublik Deutschland, die Vorschriften für die Berechnung der Deckungsrückstellung von Versicherungsverträgen der Lebensversicherung, der Unfallversicherung mit Beitragsrückgewähr und von Rentenverpflichtungen aus anderen Versicherungen. Die Verordnungsermächtigung besteht in §§ 65 und 79 Versicherungsaufsichtsgesetz. Ermächtigt zum Erlass der Verordnung ist das Bundesministerium der Finanzen, das die Ermächtigung durch Verordnung auf die Bundesanstalt für Finanzdienstleistungsaufsicht übertragen kann. Eine solche Verordnung zur Übertragung der Ermächtigung wurde am 7. September 1994 erlassen. Dennoch wurde die DeckRV und die nachfolgenden Änderungen vom Bundesministerium der Finanzen erlassen. Im Jahr 2010 wurde durch Änderung von § 65 VAG klargestellt, dass die Verordnung nicht der Zustimmung des Bundesrats bedarf. Bis zu diesem Zeitpunkt wurden Änderungen der DeckRV dem Bundesrat zur Zustimmung vorgelegt.
Nach § 2 DeckRV darf der Rechnungszins bei der Berechnung der Deckungsrückstellung seit 1. Januar 2025 höchstens 1,0 Prozent bei Verpflichtungen in Euro (Höchstrechnungszins) betragen. Grundsätzlich darf der einmal bei Vertragsabschluss verwendete Rechnungszins nachfolgend nicht mehr geändert werden. Eine Erhöhung ist stets ausgeschlossen. Eine Senkung ist, soweit sie nicht schon auf Grund handelsrechtlicher Vorschriften vorzunehmen ist, erforderlich, wenn der Rechnungszins bisher über dem in § 5 DeckRV bestimmten Zins liegt. Durch Senkung des Rechnungszinses ergibt sich eine höhere Deckungsrückstellung als sich mit dem bisherigen Zins ergeben hätte. Dieser Unterschied wird umgangssprachlich als Zinszusatzreserve bezeichnet.
In § 4 DeckRV wird das Verfahren der Zillmerung erläutert und bestimmt, dass dabei höchstens Beitragsteile in Höhe von 2,5 % der Summe der Beiträge über den aktuellen Wert der Verpflichtung hinaus im Barwert der Beiträge angesetzt werden dürfen (Höchstzillmersatz).
Weiter wird bestimmt, dass die Rechnungsgrundlagen bei der Bestimmung der Deckungsrückstellung auch die Möglichkeit nachteiliger Abweichungen von dem erwarteten Wert berücksichtigen müssen.